# Личное поручительство
Личное поручительство — одна из мер пресечения, предусмотренная уголовно-процессуальным законодательством и применяемая в отношении подозреваемого, обвиняемого в совершении преступления.
Личное поручительство заключается в письменном обязательстве заслуживающего доверия лица (поручителя) о том, что оно ручается за выполнение подозреваемым или обвиняемым обязательств по явке в назначенный срок по вызовам дознавателя, следователя и в суд; не препятствовать производству по уголовному делу.

## Личное поручительство в Российском законодательстве
В соответствии со ст. 103 Уголовно-процессуального кодекса Российской Федерации, избрание личного поручительства в качестве меры пресечения допускается по письменному ходатайству одного или нескольких поручителей с согласия лица, в отношении которого дается поручительство.
Поручителю разъясняются существо подозрения или обвинения, а также обязанности и ответственность поручителя, связанные с выполнением личного поручительства.

### Ответственность поручителя
Часть 4 ст. 103 Уголовно-процессуального кодекса Российской Федерации предусматривает, что в случае невыполнения поручителем своих обязательств на него может быть наложено денежное взыскание в размере до десяти тысяч рублей.